# Vegas de Coria
Vegas de Coria es una alquería del concejo de Nuñomoral, en la provincia de Cáceres, comunidad autónoma de Extremadura (España).
- Datos: Q6159961
- Multimedia: Vegas de Coria / Q6159961